# Agana Spanish Bridge
Die Agana Spanish Bridge (spanisch Puente Español de Agaña, Chamorro: Sagon I Tolai Acho) ist eine steinerne Bogenbrücke aus dem Jahr 1800 in Hagåtña (Agana), Guam. Die Brücke wurde während der Amtszeit des spanischen Gouverneurs Manuel Muro. Sie ist die einzige überkommene spanische Brücke in Hagåtña, der Hauptstadt des nichtinkorporierten Territoriums der Vereinigten Staaten Guam. Sie steht an der Südwestecke von Aspenall Street und Route 1 und wurde 1974 in das amerikanische National Register of Historic Places aufgenommen. Das historische Denkmal hat eine Fläche von 3200 m² (0,8 Acre).
Ursprünglich querte sie den Hagåtña River, der umgeleitet worden war, und verband den Distritto de San Ignacio mit dem Distritto Bilibic. Die Brücke wurde durch ein Bombardment während der Schlacht um Guam (1944) beschädigt. Der Hagåtña River wurde später anders kanalisiert; die Stätte wurde zu einem Park umgestaltet und die Brücke wurde 1966 restauriert. Unter anderem wurden Teile der Brücke durch eine „stylized concrete wall“ (stilistische Betonmauer) ergänzt.  Ein rechteckiges Bassin aus Zement ersetzt das ehemalige Flussbett unter der Brücke.